# Vergers traditionnels à haute tige des Vosges du Nord
 (août 2022).
Si vous disposez d'ouvrages ou d'articles de référence ou si vous connaissez des sites web de qualité traitant du thème abordé ici, merci de compléter l'article en donnant les références utiles à sa vérifiabilité et en les liant à la section « Notes et références ».
Les vergers traditionnels à haute tige des Vosges du Nord composés d'arbres à hautes tiges (tronc atteignant une hauteur minimum d’1,60 m) recèlent un nombre important de variétés locales de pommes, de poires et de quetsches (prunes). Ainsi, 123 variétés de pommes sont-elles rassemblées et sauvegardées dans le verger conservatoire de Frœschwiller.
Du point de vue écologique, le verger à hautes tiges joue le rôle de refuge pour un certain nombre d'espèces animales sauvages, qui y trouvent l'ultime espace vital préservé dans un paysage de plus en plus dénudé.
Dans les vergers traditionnels vivent en effet des animaux qui profitent des arbres, de leurs racines, de leur écorce, de leur feuillage ou de leurs fruits. En particulier, de très nombreux insectes et oiseaux y trouvent des conditions de vie idéale, ainsi que dans les pâturages, les haies, les bosquets, les jardins et les vignes associés. Les vergers permettent aux oiseaux de trouver de la nourriture toute l'année : fruits, graines, insectes, petits rongeurs, vers de terre, larves, araignées. Ils offrent également des cavités indispensables pour la nidification de certains oiseaux, voire pour le lérot (Eliomys quercinus) ou les chauves-souris. 
Certaines espèces de la liste rouge des oiseaux menacés, en Alsace, comme le torcol fourmilier (Jynx torquilla), la pie-grièche à tête rousse (Lanius senator), la huppe fasciée (Upupa epops) et la chouette chevêche (Athene noctua), sont typiques des vergers traditionnels, pâturés ou fauchés, non traités chimiquement, et dans lesquels de vieux arbres sont maintenus.